# Словики (Каліський повіт)
Словики (пол. Słowiki) — село в Польщі, у гміні Козьмінек Каліського повіту Великопольського воєводства.
У 1975-1998 роках село належало до Каліського воєводства.